# Avengers Infinity
Avengers: Infinity là một bộ truyện tranh bốn kỳ được xuất bản từ tháng 9 đến tháng 12 năm 2000 bởi Marvel Comics. Bộ truyện được viết bởi Roger Stern và vẽ bởi Sean Chen, Scott Hanna, Steve Oliff và Troy Peteri.